# Patagoniobdella variabilis
Patagoniobdella variabilis (Патагонська п'явка мінлива) — вид п'явок роду Patagoniobdella родини Semiscolecidae.

## Опис
Загальна довжина сягає 3 см. Передня частина широка, звужується на кінці. складається з 16 сегментів. Має передню й задню присоски. Наділена 5 парами очей, що розташовано на II, III, IV, на початку V і VI сомітів у формі параболічної дуги. Зуби редуковано. Шлункова тканина і кишківник нерозгалужені. між анусом та задньою присоскою є 2 кільця. Гонопори роздлени половину кільця. Гонопор самців розташовано на початку кільці 12, гонопор самиць — в кінці 12 кільця. Канали сперматозоїдів самців тонкі.
Спина темно-червонувато-коричневого кольору. В області перетинання кілець присутні світло-коричневі плями зі смарагдово-зеленим пігментом.

## Спосіб життя
Воліє до прісноводних водойм, насамперед озер. Воліє до гірської місцини — на висоті від 131 до 1411 м над рівнем моря. Живиться дрібними безхребетними, яких ковтає цілком.

## Розповсюдження
Зустрічається в озерах Чилі й Аргентини — Науель-Уапі, Вільяррика.